# B-Gram RECORDS
B-Gram RECORDS（ビーグラムレコーズ）は、B ZONE GROUP（旧・ビーイング）傘下のレコードレーベルで、かつて存在したレコード会社である。

## 概要
- 1993年にポリドールK.K.（以下ポリドール。後にポリグラムK.K.→ユニバーサル ミュージックK.K.を経て現在のユニバーサル ミュージックLLC）内にあったビーイング専門レーベルb.gramを法人化し、レコード会社として設立された。1995年2月までポリドールに販売委託後、同年に販売元がJ-DISCに移管された。移管後もB-Gramのレーベルマネージメント業務は1997年頃まではポリドールの社員が出向という形で携わっており、台湾や香港の東アジア諸国・東南アジア諸国での現地盤・輸入盤は、2000年初頭までビーイングが台湾に新光集団とレコード会社新光美音を設立するまで、ポリグラム現地法人が行なっていた。
- B-Gram RECORDS第一弾作品はDEENの「このまま君だけを奪い去りたい」（BGDH-1002）である。BGDH-1001が欠番となっているのはZARDの「負けないで」がポリドールとの契約の関係上間に間に合わなかったためである。
- 2007年に親会社ビーイングに事実上吸収され（法人自体は2013年8月現在残存している）、法人から1レーベルとなった。
- リリースするCDの枚数が減ったためか、アニメのテーマ曲を集めたアルバムや、2002年7月からは、90年代に活躍した「ビーイングブーム」の先駆けのアーティストをおさめた『at the BEING studio』シリーズをリリースしている。かつてのWebサイト（Being Music Fantasy）内で使用されていたバナーは東京都のシルエットである。
- また、GIZA studioの作品のレコード協会分類上の発売元として記載されていた（2002年4月24日発売の倉木麻衣「Feel fine!」まで）。

## 沿革
- 1991年 - 2月、ZARDのデビューに合わせてポリドールにb.gramレーベルが設立される。
- 1993年 - 2月26日、ビーイングとポリドールの共同出資によって株式会社B-Gram RECORDSが設立され、販売はポリドールに委託する。初代代表取締役はZARDとTUBEのディレクターを務めていた小松久で、取締役として長戸大幸も名を連ねていた。
  - 11月1日 - 同レーベルの楽曲管理を目的とした出版管理会社の株式会社グラムミュージックを設立[2]。
  - 12月1日 - ポリドールの営業本部がポリグラムへ移管された事に伴い、販売元が変更される[3]。
- 1995年 - 1月12日にビーイングの100%出資で自社販売会社株式会社J-DISC（後にJ-DISC Being）を設立し、同年3月より販売元が移管された。それに伴い、B-Gramはビーイング100%出資の会社となった。同時期に、心斎橋ダイヤモンドビル内に同社の大阪支社であるビーグラムレコーズ大阪が設立され[4]、ZARDのファンクラブ業務をおこなっていた。
  - 4月1日 - J-DISCに販売元が移管されたため、日本レコード協会に正式加盟に伴いメジャーレコード会社となった。[5]
- 1998年 - 9月1日に新レーベルGIZA studioを大阪で設立。
- 2002年 - 2月20日にRooms RECORDSがB'zのプライベートレーベルVERMILLION RECORDSへ社名変更及び再編されたのを機に、B.B.クィーンズ・Mi-Ke・織田哲郎・栗林誠一郎・西城秀樹ら旧所属アーティストの原盤権を継承する事になった[6]。
  - 5月1日 - GIZA studioを分離・独立させる（台湾新光美音での権利元及びインディーズレーベルのTENT HOUSEの発売元はB-Gramのまま）。
- 2003年 - 10月1日にZAIN RECORDSを吸収合併。レーベルとしてZAIN RECORDSを設立。
- 2007年 - 5月19日にB-Gramを関連会社のVERMILLION RECORDSと企画販売のJ-DISC Beingが親会社のビーイングに吸収される事になった。
  - 5月27日、B-Gram RECORDSレーベル唯一の所属アーティストであったZARDの坂井泉水が逝去。
- 2011年5月1日 - 期間限定という形で再結成されたB.B.クィーンズがB-Gram RECORDSレーベルに所属した。

## 所属レーベル・アーティスト

### B-Gram RECORDS
- ZARD
- B.B.クィーンズ

### ZAIN RECORDS　および　BIG M.F.
- ZAIN RECORDSを参照。現在はビーイングのレーベルである。

### pure:infinity
- pure:infinityを参照。2013年12月に活動終了。
- 本レーベルから発表されている作品の規格品番にJBCP-○○○○が用いられていたが、B'zの所属事務所VERMILLIONの代表取締役兼チーフマネージャーの菊池二郎がプロデュースしたレーベルであり、B-Gram RECORDS内に設立された内部レーベルではない[7]。

### Being Group
- ビーイングを参照。ビーイングのメインレーベルである。
- 本レーベルから発表されている作品の規格品番がJB○Z-○○○○が用いられているが、B-Gram RECORDS内に設立された内部レーベルではない[8]。
- JBCS-1000番台のJBCS-1001からJBCS-1010まではB-GramレーベルからリリースされたBEST OF BEST　1000に該当するが、JBCS-1011およびJBBS-5000番台のDVDはBeingレーベル扱い。
- 通販CD-BOX『COUNTDOWN BEING』や非再販廉価盤ベストシリーズ『BEST　HITS』は特販ルートでの販売となるため、規格品番の販社コードはJDとなっている。

## 過去に所属していたアーティスト
- WANDS - 1993年11月に東芝EMIから移籍。移籍に伴い、旧譜カタログも再発売。1997年にメンバーチェンジを経て、2000年3月を以て解体。2019年再始動に伴い、GIZA StudioのD-GOへ移籍。
- DEEN - 1998年11月にBERG レーベル[9]へ移籍。その後、BMG JAPAN→エピックレコードジャパンへ移籍。
- ZYYG - 1999年末を以て解散。2006年2月11日にhillsパン工場で一夜限りのラストライブが催された。2019年4月1日に、再始動することを発表した。
- Barbier - 1996年にファーストアルバム『Barbier first』をリリース後、活動凍結。
- 中畑幾久子 - b.gramレーベル第2弾アーティストとして1991年3月6日に「恋のナースステーション」[10]でデビュー。
- 水島由紀子 -　b.gramレーベル第3弾アーティストとして1992年12月2日に「Always Remember」でデビュー

。
- 大黒摩季　-　1993年12月に東芝EMIから移籍。移籍に伴い、旧譜カタログも再発売。1999年末を以て、1年間の休養に入る。→2001年東芝EMI/Virgin Musicへ再移籍(～2008年)→CAM→32Records→エイベックス→2010年10月を以て活動休止→2016年ビーイングに復帰、現在は同傘下レーベル内のBeingに移籍[11]
- GEARS - 1993年6月9日に1stシングル「くちびる」発売後に、1994年秋に日本コロムビア内のビーイング専門レーベルB-Cに移籍
- 牧穂エミ　-　デビューアルバム『aromatister』は同社よりデビューと告知されていたが、1996年6月21日に日本コロムビア内のビーイング専門レーベルB-Cからのデビューとなった[12]。

## サウンドトラック
テレビドラマ
- 彼女の嫌いな彼女
- 失楽園
- あなたの隣に誰かいる

ゲーム
- ときめきメモリアル3 SOUND BLEND 〜featuring ZARD〜

映画
- 名探偵コナン 紺碧の棺
- 名探偵コナン 戦慄の楽譜
- ウタヒメ 彼女たちのスモーク・オン・ザ・ウォーター

## コンピレーションアルバム
- 愛と疑惑のサスペンス エンディングテーマ曲集 （1994年3月26日）
- スラムダンクテーマ曲集 （1996年3月20日）
- at the BEING studioシリーズ
- SLAM DUNK 〜Single Collection〜 （2003年7月21日）
- THE BEST OF DETECTIVE CONAN 2 〜名探偵コナン テーマ曲集2〜 （2003年12月10日）
- It's TV SHOW!! （2004年11月7日）
- THE BEST OF DETECTIVE CONAN 〜The Movie Themes Collection〜
- BEST OF BEST 1000シリーズ （2007年12月12日）
- THE BEST OF DETECTIVE CONAN 3 〜名探偵コナン テーマ曲集3〜（2008年8月6日）
- THE BEST OF DETECTIVE CONAN 4 〜名探偵コナン テーマ曲集4〜（2011年12月14日）
- THE BEST OF DETECTIVE CONAN 5 〜名探偵コナン テーマ曲集5〜（2014年10月22日）